# Winkler István
Winkler István (Budapest, 1958. február 8. –) magyar pszichológus.
A Magyar Tudományos Akadémia Pszichológiai Kutatóintézetének tudományos tanácsadója, osztályvezetője és 2008 óta a SZTE Szegedi Pszichológiai Intézetének egyetemi tanára.
Kutatási területe: észlelés, emlékezet, eseményfüggő agyi potenciálok.

## Életpályája
Az ELTE Radnóti Miklós Gyakorló Gimnáziumában érettségizett. A BME Villamos mérnöki karán végzett 1981-ben, közben már áthallgatott az ELTE pszichológus képző szakára, majd pszichológus diplomát nyert 1985-ben.
A pszichológia tudományok elkötelezettje, a pszichológiai tudományokból a Helsinki Egyetemen volt PhD hallgató (1990–1993), itt nyert PhD fokozatot 1993-ban. 1996-ban a Helsinki Egyetemen habilitálták docensnek. Akadémiai doktori disszertációját 2005-ben, Budapesten, a Magyar Tudományos Akadémián védte meg, DSc fokozat. 2008-tól a Szegedi Pszichológiai Intézet egyetemi tanára.
Vezető nemzetközi szakfolyóiratokban (például: European Journal of Neuroscience, Journal of Psychophysiology, Journal of Cognitive Neuroscience , Cognitive Brain Research, Proceedings of the National Academy of Sciences USA), jelennek meg szakcikkei angol nyelven. Szakcikkeinek impakt faktorai (a tanulmányok idézettségének mutatói) igen figyelemre méltóak. tudományos közleményének összegzett impakt faktora: 	
247.160. Kutatásai során mind magyar, mind külföldi szakemberekkel együttműködik. Már 100-nál több szakcikket, tanulmányt tudhat maga mögött, nemzetközi szakmai körökben is ismert és elismert.
Egyik legutóbbi sikerét 2009-ben aratta, nemzetközi együttműködésben végzett tudományos kísérletének eredménye élénk visszhangot váltott ki, bebizonyította kísérletével, hogy már az újszülötteknek is van ritmusérzékük (Winkler István et al.: Newborn infants detect the beat in music, 2009. január 18. PNAS) A tudósok széles körét ez az eredmény további következtetések levonására ösztönözte: az ember az evolúciós fejlődés során már születése pillanatától alkalmas a zene, a beszéd és a tánc észlelésére, tehát minden valószínűség szerint a zene, a beszéd és a tánc kialakulásában nagy szerepe van az érzékelésnek.

## Tanulmányai (válogatás)

### Magyarul

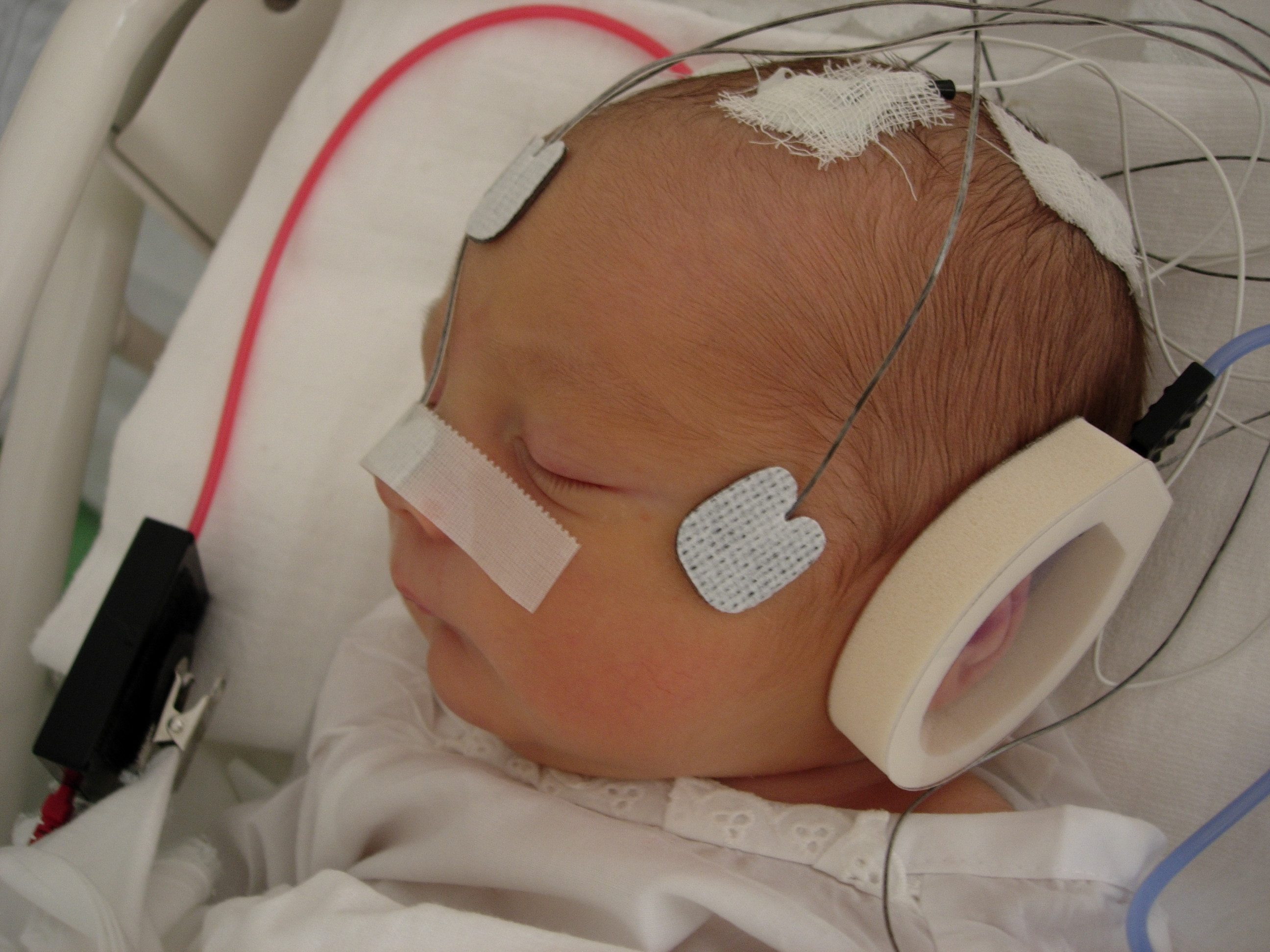
Baba mérés közben, az édesanyja mindvégig vele volt

- Kognitív pszichofiziológia: Agyi elektromos változások és humán megismerési folyamatok. Czigler Istvánnal. Magyar Tudomány, 4. évf. 1997/7. sz.[4]
- Független modulok és feldolgozási függőség : alulnézet. Czigler Istvánnal. (1998) In: László L. (szerk.): Élettörténet és megismerés. Scientia Humana, Budapest, 22-31. o.
- Automatikus válaszdetekció a látásban. Többekkel.[5] (2002). In:  Czigler, I., Halász, L., Marton, M. (2002). Az általánostól a különösig. Gondolat,  Budapest, pp. 132–148. ISBN 9639450162
- Érzékelés, észlelés : Hangok szervezése és leképezése. In Kognitív idegtudomány. Szerk. Pléh Csaba et al. Budapest : Osiris, 2003. ISBN 9633893135
- Az Amerikai Tudományos Akadémia lapjának (Proceedings of the National Academy of Sciences of the United States of America, PNAS) internetes kiadásában megjelent az újszülöttek zenei képességeit vizsgáló szakcikk társszerzőkkel[6]
- Newborn infants detect the beat in music (Már az újszülötteknek is van ritmusérzékük) c. cikkének visszhangja, 2009

### Angolul
- Angol nyelvű szakcikkei
- Interactions between transient and long-term auditory memory as reflected by the mismatch negativity. Többekkel.[7]  (1996). Journal of the Cognitive Neuroscience, 8, 403–415.
- Brain responses reveal the learning of foreign language phonemes.(1999) Társszerzőkkel.[8] Psychophysiology, 36, pp. 638‑642.
- Memory-based detection of task-related visual changes. (2002). Psychophysiology. Többekkel.[5] Psychophysiology, 39, 1-5.
- Newborn infants can organize the auditory world. Proceedings of the National Academy of Sciences USA. Többekkel.[9](2003) 100 (20), pp. 1182–1185.
- Processing acoustic change and novelty in newborn infants. Többekkel.[10](2007) European Journal of Neuroscience, 26, pp. 265–274.
- Interpreting the mismatch negativity (MMN). (2007) Journal of Psychophysiology, 21, pp. 60–69.
- Newborn infants detect the beat in music (Az újszölöttek érzékelik a zene ütemét) c. cikkének visszhangja, 2009[halott link] Lásd még: Az angol nyelvű Wikipedia szócikke.
- Naatanen, R; Kujala, T; WINKLER, I (JAN 2011). Auditory processing that leads to conscious perception: A unique window to central auditory processing opened by the mismatch negativity and related responses. Psychophysiology, Volume: 48 Issue: 1 Pages: 4-22.

## Szerkesztőbizottsági tagság
- Pszichológia : Az MTA Pszichológiai Kutatóintézetének folyóirata c. szakperiodikum szerkesztő bizottságának tagja[11]

## Társasági tagság
- Society for Psychophysiological Research tagja[12]

## Díjak, ösztöndíjak, elismerések
- Az év legjobb PhD disszertációja díj (Helsinki Egyetem, 1994)
- Samuel Sutton Award for Distinguished Contribution to Human ERPs and Cognition (Samuel Sutton Alapítvány, 1995)
- Leibniz professzor (Lipcsei Egyetem, 2003)
- Kardos Lajos emlékérem (MTA Pszichológiai Kutatóintézet, 2004)
- A Helsinki Collegium for Advanced Studies ösztöndíjasa (2006)
- Az Institute for Adanced Studies (The Hebrew University of Jerusalem) ösztöndíjasa (2007)
- Kardos Lajos Díj (2015)
- A Magyar Érdemrend tisztikeresztje (2023)

## Külső hivatkozások
- Angol nyelvű szakkcikkei
- Winkler István et al. Newborn infants detect the beat in music, PNAS Archiválva 2015. január 12-i dátummal a Wayback Machine-ben
- Winkler István et al.: Newborn infants detect the beat in music (Az újszölöttek érzékelik a zene ütemét) c. szakcikkhez kiegészítő információk, képek, videófelvételek
- Winkler István et al.: Additional information to Newborn infants detect the beat in music, images and video recording Archiválva 2009. június 2-i dátummal a Wayback Machine-ben
- Newborn infants detect the beat in music from István Winkler; Gábor P. Haden; Olivia Ladinig; István Sziller; Henkjan Honing
- Az újszülöttek is követik a ritmust
- 11 hónapos táncoló kínai baba
- Winkler István, MTA Pszichológiai Kutatóintézet
- Angol nyelvű honlapja
- Winkler István adatlapja az Országos Doktori Tanács honlapján
- BME Pszichológiai Doktori Iskola Képzési terv PhD képzés elemei[halott link]